# Deutsche Badmintonmeisterschaft 1968
Die Deutsche Badmintonmeisterschaft 1968 fand vom 12. bis zum 14. April 1968 in Braunschweig statt.

## Medaillengewinner
| Disziplin    | Gold                                                              | Silber                                                                   | Bronze                                                                 |
| ------------ | ----------------------------------------------------------------- | ------------------------------------------------------------------------ | ---------------------------------------------------------------------- |
| Herreneinzel | Wolfgang Bochow (1. DBC Bonn)                                     | Gerhard Kucki (1. BV Mülheim)                                            | Torsten Winter (1. Wiesbadener BC)                                     |
| Herreneinzel | Wolfgang Bochow (1. DBC Bonn)                                     | Gerhard Kucki (1. BV Mülheim)                                            | Willi Braun (VfL Wolfsburg)                                            |
| Dameneinzel  | Irmgard Latz (1. DBC Bonn)                                        | Marieluise Wackerow (1. BC Beuel)                                        | Gerda Schumacher (1. DBC Bonn)                                         |
| Dameneinzel  | Irmgard Latz (1. DBC Bonn)                                        | Marieluise Wackerow (1. BC Beuel)                                        | Gudrun Ziebold (1. BC Beuel)                                           |
| Herrendoppel | Franz Beinvogl (MTV München von 1879) Willi Braun (VfL Wolfsburg) | Wolfgang Bochow (1. DBC Bonn) Friedhelm Wulff (VfL Bochum)               | Roland Maywald (1. BC Beuel) Karl Weiland (1. BC Beuel)                |
| Herrendoppel | Franz Beinvogl (MTV München von 1879) Willi Braun (VfL Wolfsburg) | Wolfgang Bochow (1. DBC Bonn) Friedhelm Wulff (VfL Bochum)               | Gerhard Kucki (1. BV Mülheim) Horst Lösche (1. BV Mülheim)             |
| Damendoppel  | Irmgard Latz (1. DBC Bonn) Gerda Schumacher (1. DBC Bonn)         | Marieluise Wackerow (1. BC Beuel) Gudrun Ziebold (1. BC Beuel)           | Karin Dittberner (1. BV Mülheim) Karin Schäfer (1. BV Mülheim)         |
| Damendoppel  | Irmgard Latz (1. DBC Bonn) Gerda Schumacher (1. DBC Bonn)         | Marieluise Wackerow (1. BC Beuel) Gudrun Ziebold (1. BC Beuel)           | Lore Hawig (Siegburger SV 04) Anke Witten (MTV München von 1879)       |
| Mixed        | Wolfgang Bochow (1. DBC Bonn) Irmgard Latz (1. DBC Bonn)          | Siegfried Betz (MTV München von 1879) Anke Witten (MTV München von 1879) | Karl Weiland (1. BC Beuel) Gudrun Ziebold (1. BC Beuel)                |
| Mixed        | Wolfgang Bochow (1. DBC Bonn) Irmgard Latz (1. DBC Bonn)          | Siegfried Betz (MTV München von 1879) Anke Witten (MTV München von 1879) | Hans-Dietrich Emmers (1. BV Mülheim) Karin Dittberner (Merscheider TV) |